# Черняков Іван Тихонович
Іва́н Ти́хонович Черняко́в (21 жовтня 1936 — 4 грудня 2011) — український історик, археолог, популяризатор науки (кандидат історичних наук).

## Життєпис
Народився 1936 року в с. Нова Слобода Путивльського району Сумської області.
У 1944—1948 рр. навчався в Новослобідській школі, 1948—1951 рр. — Бунякинській семирічці. У 1955 р. закінчив з відзнакою Путивльське педагогічне училище.
Бажання присвятити своє життя вивченню стародавньої історії привело Івана Чернякова на історичний факультет Одеського державного університету ім. І. І. Мечникова (1955—1959 рр.).

### «Одеський період» життя
Початок і значна частина наукового життя вченого пов'язана з Одеським археологічним музеєм, в якому він працював: у 1959—1961 рр. — молодшим науковим співробітником, у 1961—1965 рр.— заступником директора з наукової роботи, у 1965—1973 рр. — директором, у 1973—1976 рр. — завідувачем відділу історії стародавнього Єгипту. Саме він домігся включення музею до системи Академії наук України (1971 р.), відкриття в ньому «Золотої комори» (1970 р.) та встановлення біля фасаду будівлі установи копії відомої скульптурної групи «Лаокоон з синами» (1971 р.).

### «Київський період» життя

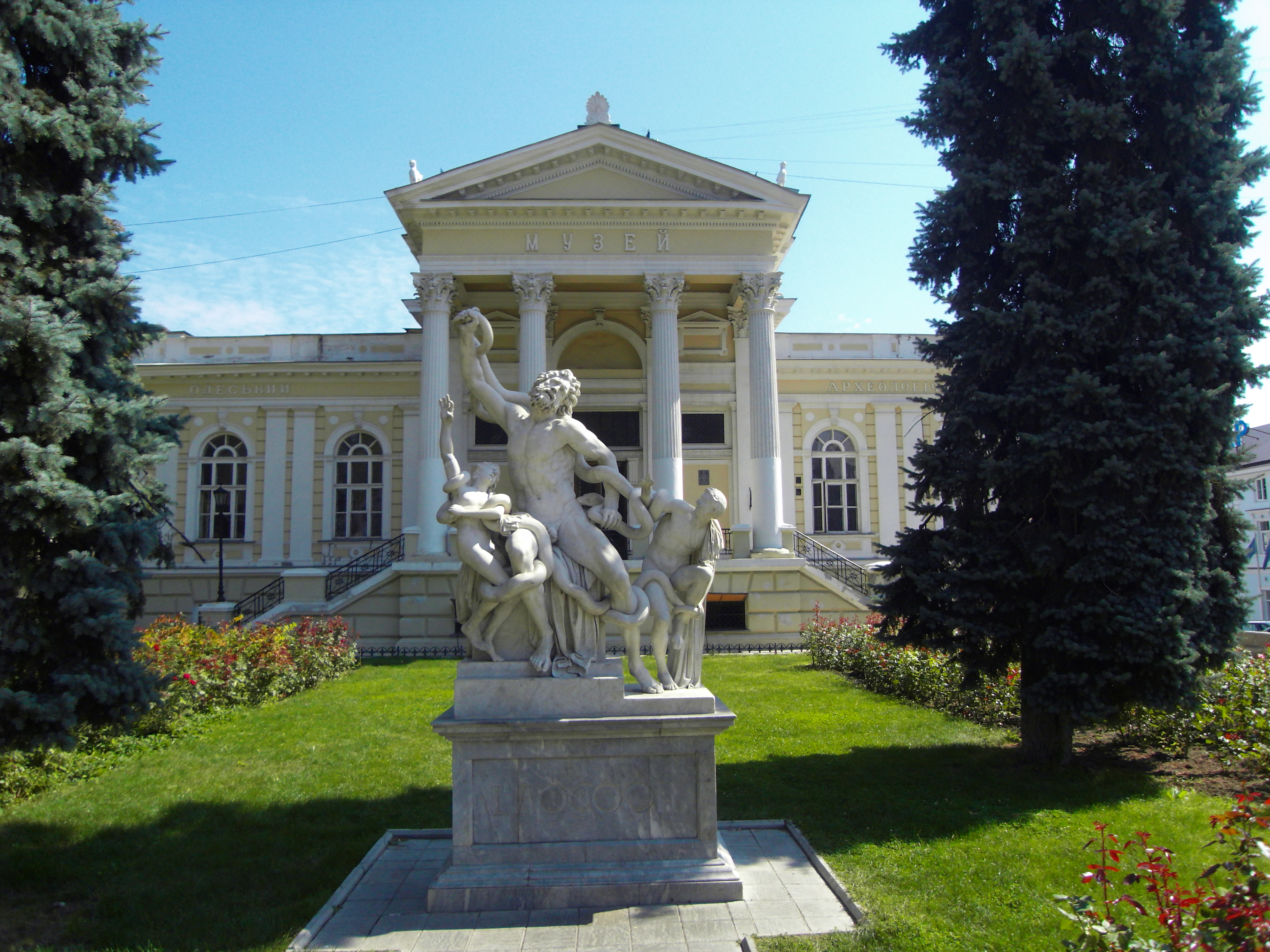
Одеський археологічний музей

У 1975 р. в Інституті археології АН УРСР захистив кандидатську дисертацію «Північно-Західне Причорномор'я у добу пізньої бронзи» (науковий керівник — д.і.н. В. М. Даниленко). З 1976 р. до 1998 рр. працював в Інституті археології: до 1977 р. — молодшим науковим співробітником, у 1977—1998 рр. — старшим науковим співробітником, у 1984—1986 рр. — завідувачем сектору новобудовних експедицій, у 1986—1988 рр. був головою Польового комітету, у 1988—1992 рр. — завідувачем відділу первісної археології.
Протягом 1998—1999 рр. був заступником директора з наукової роботи історико-архітектурного заповідника «Стародавній Київ», у 1999—2001 рр. — завідувачем сектору охорони пам'яток археології Центру з охорони пам'яток історії та культури м. Києва, у 2001—2004 рр. — старшим науковим співробітником науково-дослідного інституту пам'яткоохоронних досліджень Міністерства культури і мистецтв України.
- Член-кореспондент Українського відділення Міжнародної організації ІКОМОС.
- Член правління та виконавчий директор Українського благодійного фонду «Трипілля».

## Наукові здобутки
Серед наукових здобутків:
- перші знахідки пам'яток енеолітичної культури Гумельниці на українському лівобережжі Дунаю,
- розкопки унікальних пізньотрипільських курганів,
- розробка концепції ролі культури трипільської цивілізації в давній історії Європи,
- створення (разом з М. М. Шмаглієм) першої культурної періодизації пам'яток епох енеоліту-бронзи межиріччя Дунаю та Дністра,
- дослідження десятків курганів інших історичних періодів,
- виділення «ямної» буджацької культури III тис. до н. е.,
- вивчення сабатинівської культури другої половини II тис. до н. е.,
- створення етногенетичної концепції кімерійців з їх археологічною інтерпретацією найдавніших відомих за назвою племен, яким належали пам'ятки культури багатопружкової кераміки, сабатинівської та білозерської культур кінця II тис. до н. е.,
- обґрунтування археологічних реалій «міста людей кімерійських» Гомера в залишках сабатинівського поселення Виноградний Сад в Південному Побужжі,
- інтерпретація повідомлень Геродота про кімерійців та їхні могили в конкретних археологічних пам'ятках Північного Причорномор'я.
- В останні десять років свого життя активно займався дослідженнями середньовічної та Нової історії України, а також написанням біографій цілої низки видатних археологів та істориків.

## Нагороди
Лауреат премії імені В. В. Хвойка в галузі охорони пам'яток археології України 2011 р.

## Праці
Автор близько 300 публікацій, серед яких 6 монографій та два посібники для вузів. Крім того, рукописи ще 6 книг зберігаються у його особистому архіві, серед яких є фундаментальна наукова монографія «Кімерійці».

### Книги
- (рос.)Найден город. — Одесса: Маяк, 1971. — 132 с.
- (рос.)Племена Северо-Западного Причерноморья в позднем бронзовом веке (вторая половина ІІ тыс. до н. э.). — Автореф. дис. канд. ист. наук. — К.: ИА АН УССР, 1975. — 29 с.
- (рос.)Северо-Западное Причерноморье во второй половине ІІ тыс. до н. э. — К.: Наукова думка, 1985. — 172 с.
- Чмихов М. О., Черняков І. Т. Хронологія археологічних пам'яток епохи міді-бронзи на території України. — К.: НМК ВО, 1988. — 180 с.
- Гудкова А. В., Охотников С. Б., Субботин Л. В., Черняков И. Т. Археологические памятники Одесской области: (справочник). — Одесса : Одесский археологический музей АН УССР, 1991. — 183 с. (рос.)
- Чмихов М. О., Кравченко Н. М., Черняков І. Т. Археологія та стародавня історія України. Курс лекцій. — К.: Либідь, 1992. — 376 с.
- (рос.)Путивль: На перепутьях истории Украины и России. — К.: Оптима, 2005. — 232 с.
- Вікентій Хвойка: 1850—1914. — К.: Архетип, 2006. — 200 с.
- Черняков І., Пироженко І. Вишгород. Межигір'я. — К., 2007. — 174 с.
- (рос.)Романюк В., Черняков И. Что было на месте Одессы. — К.: Автограф, 2008. — 224 с.

### Статті
- Іван Черняков. «Дикий Сад», Гомер, Геродот, Троя, ахейці та кіммерійці (коментар одного археологічного відкриття в Україні) // Праці центру пам’яткознавства. — 2010. — № 17. — С. 116—122. — ISSN 2078-0133.